# 北条時遠 (左近大夫)
北条 時遠（ほうじょう ときとお、生没年未詳）は、鎌倉時代の武士。
正宗寺本北条系図は左近将監の官職にあったと記述するが、この系図で時遠が左近将監の官職にあったとされる時期には既に北条時仲が左近将監の官職にあった（1257年 - 1261年）ため、誤謬とみなされている。しかし、1261年以降、時遠が左近将監を名乗った可能性は考えられるという。桓武平氏諸流系図は「時方」、野津本北条系図は時村及び時方という別名ありと伝えているが、野津本北条系図、正宗寺北条系図など、多数の史料の表記を採用し、時遠の名で呼ばれる。父朝直が建立した悟真寺に土地を寄進している。
『続拾遺和歌集』に歌が採録されていると『続群書類従』所収の「北条系図」に表記されているが、これは同名の人物である北条時直の子時遠との混同であると指摘されている。